# Pommers voetbalkampioenschap 1928/29
In 1928/29 werd het elfde Pommers voetbalkampioenschap gespeeld, dat georganiseerd werd door de Baltische voetbalbond. 
VfB Stettin werd kampioen en Titania Stettin vicekampioen. Zij plaatsten zich voor de Baltische eindronde. VfB werd vierde en Titania werd vicekampioen. Hierdoor plaatste de club zich ook voor de eindronde om de Duitse landstitel. Hier verloor de club van TeBe Berlin.

## Reguliere competitie

### Bezirksliga Stolp
Nadat de competities van Stolp en Köslin twee jaar samen gevoegd werden splitsten deze weer vanaf dit jaar. 
| Plaats | Club                    | Wed. | W | G | V | Ptn. |
| ------ | ----------------------- | ---- | - | - | - | ---- |
| 1.     | SV Viktoria 1909 Stolp  | 8    | 6 | 2 | 0 | 14   |
| 2.     | SV Sturm 1919 Lauenburg | 8    | 5 | 0 | 3 | 10   |
| 3.     | SV Germania Stolp       | 8    | 3 | 2 | 3 | 8    |
| 4.     | FC Pfeil 1919 Lauenburg | 8    | 2 | 2 | 4 | 6    |
| 5.     | Bütower SV 1916         | 8    | 1 | 0 | 7 | 2    |

|  | Geplaatst voor de eindronde |
|  | Degradatie                  |

### Bezirksliga Köslin
| Plaats | Club                     | Wed. | W | G | V | Saldo | Ptn. |
| ------ | ------------------------ | ---- | - | - | - | ----- | ---- |
| 1.     | SV Preußen Köslin        | 8    | 5 | 2 | 1 | 21:8  | 12   |
| 2.     | SV 1910 Kolberg          | 8    | 3 | 4 | 1 | 20:13 | 10   |
| 3.     | SV Viktoria 1921 Kolberg | 8    | 2 | 3 | 3 | 10:17 | 7    |
| 4.     | Kösliner SV Phönix       | 8    | 1 | 4 | 3 | 8:19  | 6    |
| 5.     | SV Schivelbein           | 8    | 2 | 1 | 5 | 14:16 | 5    |

|  | Geplaatst voor de eindronde |
|  | Play-off voor het behoud    |

Play-off
| Team #1        | Tot.  | Team #2              | 1ste wed | 2de wed |
| -------------- | ----- | -------------------- | -------- | ------- |
| SV Schivelbein | 4 - 6 | MSV Hubertus Kolberg | 2 - 4    | 2 - 2   |

### Bezirksliga Stettin
| Plaats | Club                      | Wed. | W | G | V  | Saldo | Ptn. |
| ------ | ------------------------- | ---- | - | - | -- | ----- | ---- |
| 1.     | VfB 1908 Stettin          | 12   | 9 | 3 | 0  | 46:15 | 21   |
| 2.     | Stettiner FC Titania 1902 | 12   | 8 | 2 | 2  | 33:8  | 18   |
| 3.     | SC Preußen 1901 Stettin   | 12   | 7 | 2 | 3  | 24:19 | 16   |
| 4.     | Stettiner SC 1908         | 12   | 6 | 0 | 6  | 31:24 | 12   |
| 5.     | FC Blücher 1904 Stettin   | 12   | 3 | 1 | 8  | 9:39  | 7    |
| 6.     | Stargarder SC 1910        | 12   | 2 | 2 | 8  | 15:31 | 6    |
| 7.     | SK Stettiner Rasenfreunde | 12   | 2 | 0 | 10 | 14:36 | 4    |

|  | Geplaatst voor de eindronde als kampioen |
|  | Geplaatst voor de eindronde              |

Promotie-eindronde

Nadat de competitie van Pasewalk op eigen verzoek ondergebracht werd in de competitie van Stettin mocht Pasewalker SC deelnemen aan de eindronde om promotie.
| Plaats | Club                  | Wed. | W | G | V | Saldo | Ptn. |
| ------ | --------------------- | ---- | - | - | - | ----- | ---- |
| 1.     | SC Comet Stettin      | 4    | 3 | 0 | 1 | 16:7  | 6    |
| 2.     | Stettiner Fußballring | 4    | 2 | 0 | 2 | 14:14 | 4    |
| 3.     | Pasewalker SC         | 4    | 1 | 0 | 3 | 9:18  | 2    |

|  | Promotie naar eerste klasse 1929/30 |

### Bezirksliga Schneidemühl
| Plaats | Club                           | Wed.           | W              | G              | V              | Saldo          | Ptn.           |
| ------ | ------------------------------ | -------------- | -------------- | -------------- | -------------- | -------------- | -------------- |
| 1.     | SV Viktoria 1916 Schneidemühl  | 10             | 9              | 0              | 1              | 57:6           | 18             |
| 2.     | SV Deutsch Krone               | 10             | 7              | 1              | 2              | 18:13          | 15             |
| 3.     | SV Hertha Schneidemühl         | 9              | 5              | 0              | 4              | 19:18          | 10             |
| 4.     | SC Erika 1915 Schneidemühl     | 10             | 4              | 0              | 6              | 16:32          | 8              |
| 5.     | SC Germania Neustettin         | 9              | 2              | 1              | 6              | 12:22          | 5              |
| 6.     | PSV Schneidemühl               | 8              | 0              | 0              | 8              | 12:43          | 0              |
| 7.     | SV Graf Schwerin Deutsch Krone | Teruggetrokken | Teruggetrokken | Teruggetrokken | Teruggetrokken | Teruggetrokken | Teruggetrokken |

|  | Geplaatst voor de eindronde                     |
|  | Teruggetrokken, keert volgend jaar gewoon terug |

### Bezirksliga Pasewalk
De Bezirksliga Pasewalk heette in het voorgaande jaar Bezirksliga Vorpommern-Uckermark, op eigen verzoek ging de competitie vanaf 1 januari 1929 op in de Bezirksliga Stettin. 
| Plaats | Club                 | Wed.           | W              | G              | V              | Ptn.           |                |
| ------ | -------------------- | -------------- | -------------- | -------------- | -------------- | -------------- | -------------- |
| 1.     | Pasewalker SC        | 6              | 5              | 0              | 1              | 10             |                |
| 2.     | SC Ueckermünde       | 6              | 3              | 1              | 2              | 7              |                |
| 3.     | VfB Torgelow         | 6              | 2              | 1              | 3              | 5              |                |
| 4.     | SC Preußen Strasburg | 6              | 0              | 2              | 4              | 2              |                |
| 5.     | MSV Mars Pasewalk    | Teruggetrokken | Teruggetrokken | Teruggetrokken | Teruggetrokken | Teruggetrokken | Teruggetrokken |

|  | Geplaatst voor de eindronde                     |
|  | Teruggetrokken, keert volgend jaar gewoon terug |

### Bezirksliga Gollnow
| Plaats | Club                       | Wed. | W | G | V | Saldo | Ptn. |
| ------ | -------------------------- | ---- | - | - | - | ----- | ---- |
| 1.     | Naugarder SC 1910          | 10   | 8 | 1 | 1 | 29:9  | 17   |
| 2.     | SC Blücher 1911 Gollnow    | 11   | 8 | 0 | 3 | 34:15 | 16   |
| 3.     | SC Preußen 1909 Gollnow    | 12   | 6 | 2 | 4 | 24:17 | 14   |
| 4.     | SV Mackensen Greifenberg   | 11   | 6 | 1 | 4 | 28:31 | 13   |
| 5.     | SC Blücher 1911 Gollnow II | 10   | 4 | 2 | 4 | 12:18 | 10   |
| 6.     | SC Daber 1925              | 8    | 2 | 1 | 5 | 3:32  | 5    |
| 7.     | SC Regenwalde 1920 (1)     | 11   | 2 | 1 | 8 | 8:12  | 5    |
| 8.     | SC Treptow 1921 (2)        | 7    | 0 | 0 | 7 | 0:4   | 0    |

 (1): SC Regenslwade trad twee wedstrijden niet aan, alle resterende wedstrijden werden als een 0-0 nederlaag aangerekend.  

 (2): Treptow trok zich na de heenronde terug
|  | Geplaatst voor de eindronde |

### Bezirksliga Vorpommern-Rügen
De clubs uit deze competitie behoorden voorheen tot de Noord-Duitse voetbalbond en wisselden dit jaar naar de Baltische bond. De volledige eindstanden zijn niet meer bekend. 

#### Groep Oost
| Plaats | Club                             | Wed. | W | G | V | Ptn. |
| ------ | -------------------------------- | ---- | - | - | - | ---- |
| 1.     | SC Preußen Greifswald            | 4    | 4 | 0 | 0 | 8    |
| 2.     | VfL Anklam                       | 5    | 2 | 0 | 3 | 4    |
| 3.     | Swinemünder SC                   | 3    | 1 | 1 | 1 | 3    |
| 4.     | Marine-SV Ostsee 1899 Swinemünde | 3    | 1 | 1 | 1 | 3    |
| 5.     | ASC Greifswald                   | 3    | 0 | 0 | 3 | 0    |

|  | Finale Vorpommern-Rügen |

#### Groep West
| Plaats | Club                        | Wed. | W | G | V  | Ptn. |
| ------ | --------------------------- | ---- | - | - | -- | ---- |
| 1.     | SV 1907 Stralsund           | 9    | 7 | 0 | 2  | 14   |
| 2.     | Saßnitzer SC                | 8    | 7 | 0 | 1  | 14   |
| 3.     | Greifswalder SC             | 9    | 5 | 0 | 4  | 10   |
| 4.     | SV Viktoria 1924 Stralsund  | 8    | 4 | 0 | 4  | 8    |
| 5.     | SV Germania 1925 Stralsund  | 10   | 4 | 0 | 6  | 8    |
| 6.     | SC Concordia 1910 Stralsund | 10   | 0 | 0 | 10 | 0    |

|  | Play-off voor finale |

Play-off
| Team 1            | Uitslag | Team 2       |
| ----------------- | ------- | ------------ |
| SV 1907 Stralsund | 4:3     | Saßnitzer SC |

#### Finale
De finale werd gespeeld op 2 december 1928
| Team 1            | Uitslag | Team 2         |
| ----------------- | ------- | -------------- |
| SV 1907 Stralsund | 4:1     | Swinemünder SC |

## Eindronde
Deelnemers
| Club                          | Gekwalificeerd als                  |
| ----------------------------- | ----------------------------------- |
| SV Viktoria 1916 Schneidemühl | Kampioen van Grenzmark-Schneidemühl |
| Naugarder SC 1910             | Kampioen van Gollnow                |
| SV Preußen Köslin             | Kampioen van Köslin-Kolberg         |
| SV Viktoria 09 Stolp          | Kampioen van Lauenburg-Stolp        |
| VfB Stettin                   | Kampioen van Stettin                |
| Stettiner FC Titania          | Vicekampioen van Stettin-Stargard   |
| SC Preußen Stettin            | Derde plaats Stettin-Stargard       |
| SC Pasewalk                   | Kampioen van Uckerwalk-Stargard     |
| SV 1907 Stralsund             | Kampioen van Voor-Pommeren          |

Voorronde 1
|                 |                   |       |                   |       |
| 2 december 1928 | SV Viktoria Stolp | 3 – 1 | SV Preußen Köslin | Stolp |
| 2 december 1928 |                   |       |                   | Stolp |

|                 |              |       |             |         |
| 2 december 1928 | Naugarder SC | 2 – 3 | VfB Stettin | Naugard |
| 2 december 1928 |              |       |             | Naugard |

|                 |                      |       |                          |         |
| 2 december 1928 | Stettiner FC Titania | 5 – 1 | FC Viktoria Schneidemühl | Stettin |
| 2 december 1928 |                      |       |                          | Stettin |

|                 |               |       |                    |          |
| 2 december 1928 | Pasewalker SC | 0 – 5 | SC Preußen Stettin | Pasewalk |
| 2 december 1928 |               |       |                    | Pasewalk |

SV 1907 Stralsund had een bye. 
Voorronde 2
|                |                   |       |                      |           |
| 6 januari 1929 | Stralsunder SV 07 | 1 – 6 | Stettiner FC Titania | Stralsund |
| 6 januari 1929 |                   |       |                      | Stralsund |

|                |                   |       |                    |       |
| 6 januari 1929 | SV Viktoria Stolp | 1 – 3 | SC Preußen Stettin | Stolp |
| 6 januari 1929 |                   |       |                    | Stolp |

VfB Stettin had een bye.
Groepsfase
De eindronde werd niet voltooid omdat dit niet uitkwam kalendergewijs. Aangezien er toch twee clubs naar de eindronde mochten werd VfB Stettin werd tot kampioen uitgeroepen. 
| Plaats | Club                 | Wed. | W | G | V | Saldo | Ptn. |
| ------ | -------------------- | ---- | - | - | - | ----- | ---- |
| 1.     | VfB Stettin          | 3    | 2 | 1 | 0 | 10:4  | 5:1  |
| 2.     | Stettiner FC Titania | 2    | 1 | 1 | 0 | 6:3   | 3:1  |
| 3.     | SC Preußen Stettin   | 3    | 0 | 0 | 3 | 3:12  | 0:6  |

|  | Kampioen, geplaatst voor de eindronde     |
|  | vicekampioen, geplaatst voor de eindronde |